# يان بلاغ (قشلاق الجنوبي)
یان بلاغ (بالفارسية: یان بلاغ) هي منطقة سكنية تقع في إيران في أردبيل. يقدر عدد سكانها بـ 99 نسمة .